# Matthew Konan
Matthew "Matt" Konan, född 3 september 1991 i Tustin, är en amerikansk professionell ishockeyspelare som spelar för Philadelphia Flyers i NHL.
Han blev aldrig draftad av något lag.